# Malý modulární reaktor

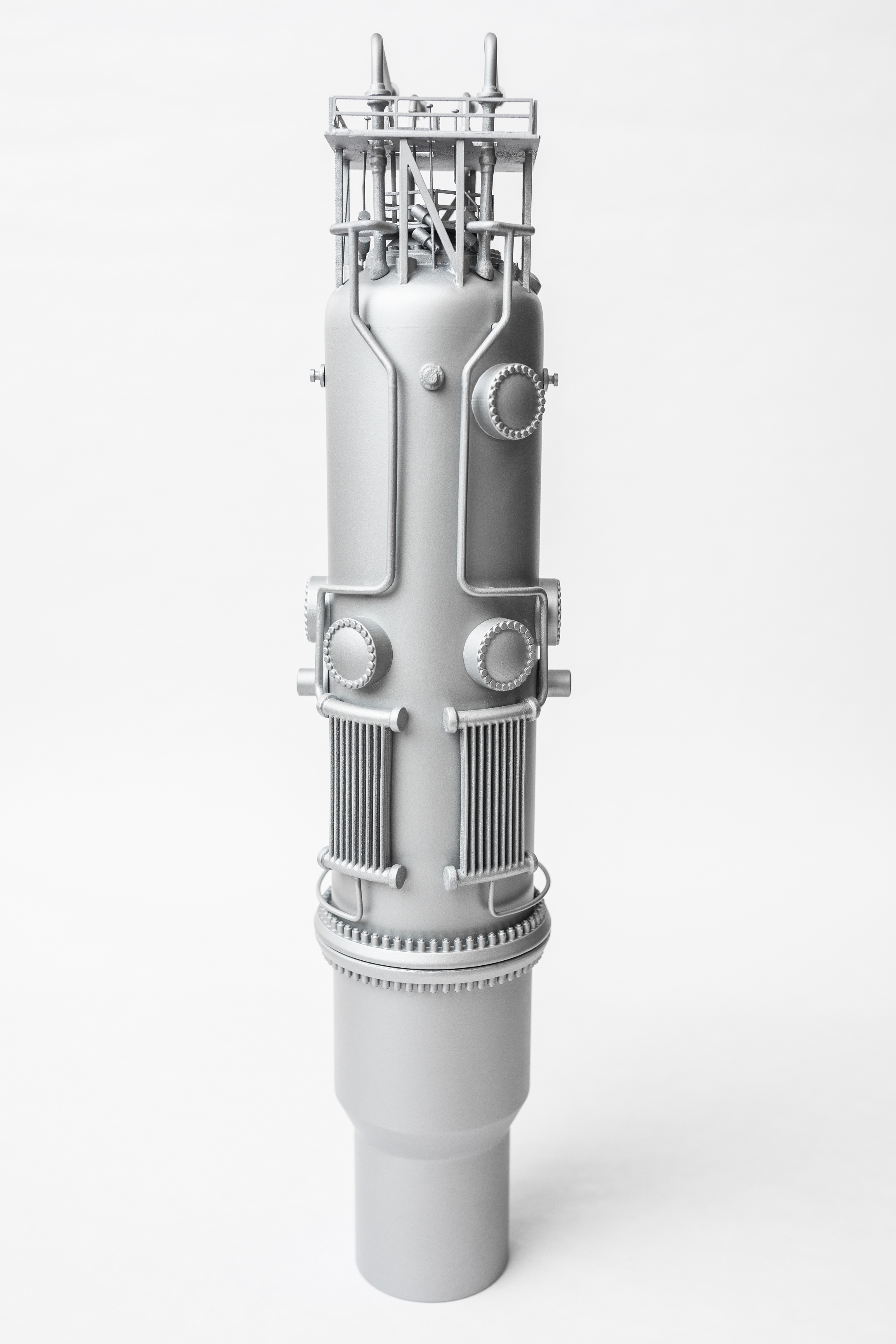
Integrální malý modulární reaktor VOYGR

Malé modulární reaktory jsou definovány Mezinárodní agenturou pro atomovou energii (MAAE) jako pokročilé reaktory o elektrickém výkonu až 300 MWe na jeden výkonový modul. SMR jsou jaderné reaktory, které jsou rozměrově menší než konvenční jaderné reaktory. Díky jejich velikosti mohou být jejich komponenty továrně vyráběny v jedné lokalitě a následně dopravovány na místo výstavby jaderného zařízení, kde jsou následně sestaveny do elektrárenského celku. Název SMR plyne z procesů jejich výroby, velikosti, modulární konstrukce a neodkazuje na typ reaktoru a využívaný jaderný proces.
SMR jsou zástupci pokročilé generace reaktorů III+ a více. Tyto reaktory přináší oproti předchozím generacím vylepšení v oblasti jaderné bezpečnosti a tak obsahují v současné době nejlepší dostupné jaderné technologie. Zvýšení úrovně jaderné bezpečnosti dosahují SMR především implementací pasivních bezpečnostních systémů, které ke svému fungování využívají fyzikální principy a jsou nezávislé na lidském faktoru. Mezi reaktory III+ generace spadají převážně lehkovodní reaktory jako je UK SMR, SMR-160 a BWRX-300. Do generace IV spadají vysokoteplotní plynem chlazené reaktory, rychlé reaktory chlazené tekutými kovy a reaktory založené na roztavených solích.
V roce 2023 bylo ve vývoji přes 80 SMR celkově v 19 zemích světa. První komerční plovoucí SMR byl uveden do provozu v Rusku 22. května 2020 v elektrárně Akademik Lomonosov a první komerční SMR na pevnině[zdroj?] byl uveden do provozu v prosinci 2021 v čínské elektrárně Š'-tao-wan.

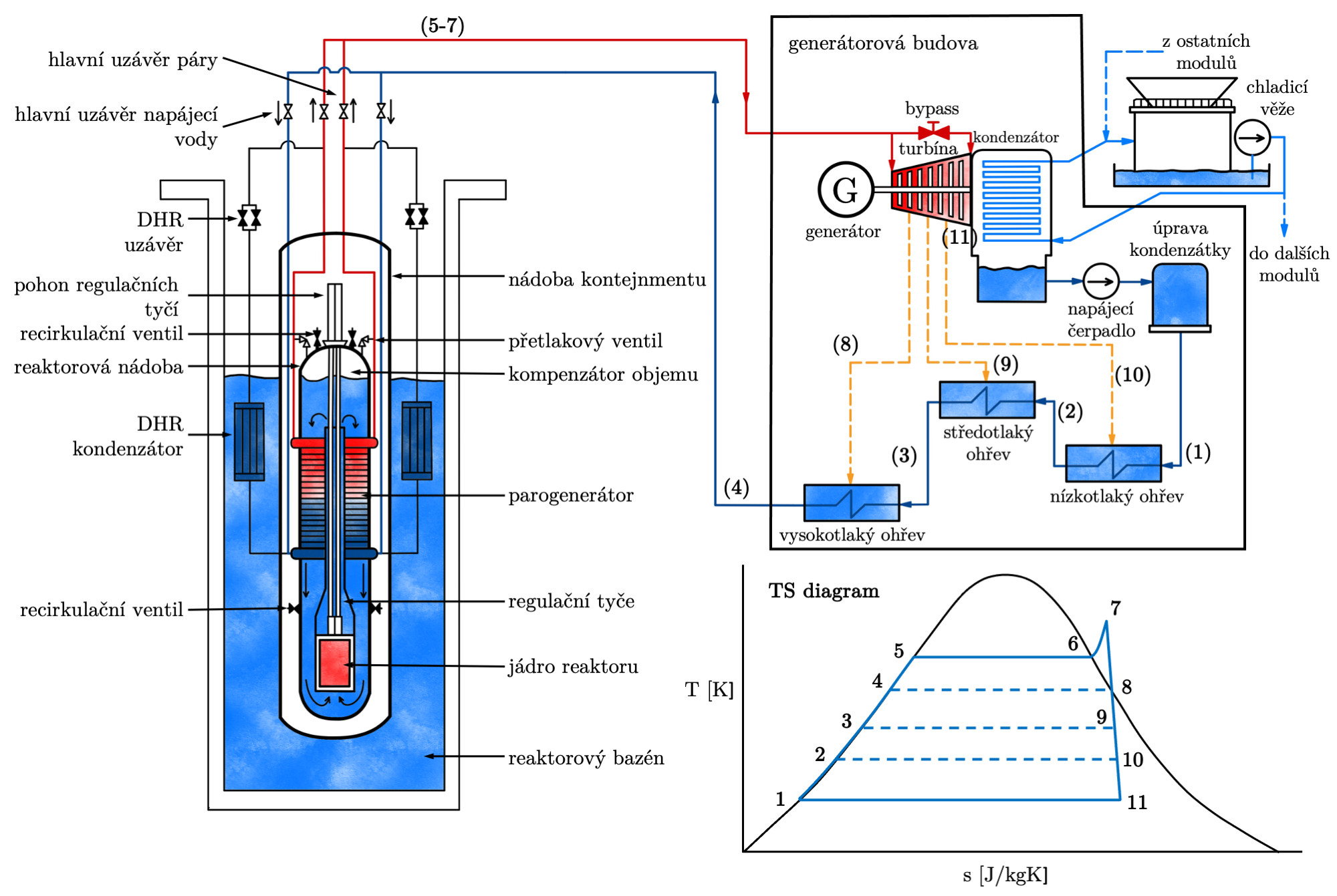
Zjednodušené technologické schéma integrálního tlakovodního SMR

## Typy malých modulárních reaktorů

### Tlakovodní SMR na lehkou vodu
Tlakovodní typ reaktorů (PWR) je světově nejrozšířenějším typem jaderných reaktorů – tvoří 60 % z celkového počtu reaktorů ve světě. Palivem těchto reaktorů je oxid uraničitý (UO2), který je pro evropské jaderné reaktory, pracující na tepelných neutronech, zpravidla obohacován izotopem uranu 235U do 5 % a to kvůli přepravním možnostem při výrobě obohaceného paliva. Tato hladina obohacení je stanovena normami ISO 7195, ANSI N14.1 a ASTM C-996-15.
Štěpná řetězová reakce probíhající v primárním okruhu je moderována demineralizovanou lehkou vodou. Demineralizovaná lehká voda zároveň působí jako teplonosné médium (chladicí médium) a odvádí teplo vzniklé v aktivní zóně reaktoru do parogenerátoru, kde se tepelná energie přenáší do sekundárního okruhu (okruhu páry). Tlak vody v primárním okruhu se u tlakovodních SMR pohybuje v rozmezí od 12 do 17 MPa a teplota v rozmezí 250–330 °C. Velký tlak je využíván pro zvýšení bodu varu a tím zlepšení odvodu tepla z reaktoru.
Tlakovodní SMR vznikají také v integrální verzi tohoto typu reaktoru (iPWR). Tyto reaktory dosahují zvýšené bezpečnosti integrací parogenerátoru, kompenzátoru objemu a mechanizmů řídicích tyčí do tlakové nádoby reaktoru.

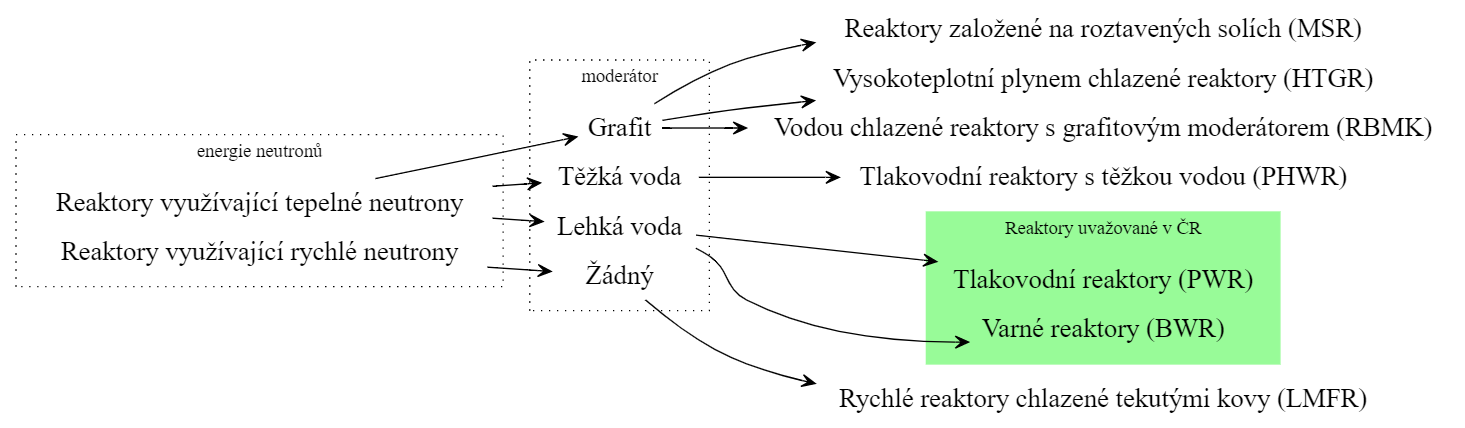
Uvažované designy SMR pro výstavbu v České republice byly zmíněny na 6. ročníku studentské konference CENELÍN v rámci prezentace Skupiny ČEZ.

### Varné SMR
Varné reaktory (BWR) také používají demineralizovanou lehkou vodu jako moderátor i chladivo. Na rozdíl od tlakovodních reaktorů je voda v primárním okruhu uváděná do varu a ve formě páry předává svoji energii turbíně. Varné reaktory tedy nemají okruh páry jako tlakovodní reaktory a nemají tedy parogenerátor.
V závislosti na designu se teplota vody v primárním okruhu u varných SMR pohybuje okolo 290 °C a tlak vody se pohybuje okolo 7 MPa.

### Vysokoteplotní plynem chlazené SMR
Vysokoteplotní plynem chlazené (HTGR) SMR jsou reaktory, které využívají štěpení pomocí tepelných neutronů. Pro snížení energie neutronů se používá grafitový moderátor. Chladivem těchto reaktorů je helium.
Maximální teplota chladiva se pohybuje v rozmezí 750–950 °C, a proto jsou tyto reaktory vhodné pro vysokoteplotní aplikace jako je například vysokoteplotní elektrolýza, která vyžaduje teploty v rozmezí 700–1000 °C. Palivo je u těchto SMR obohacené izotopem uranu 235U až do 20 % a u některých SMR designů dosahuje úrovně vyhoření až 165 GWd/t.
| Chladivo                 | Teplota tání | Teplota varu |
| ------------------------ | ------------ | ------------ |
| Sodík                    | 97.72 °C     | 883 °C       |
| NaK                      | −11 °C       | 785 °C       |
| Rtuť                     | −38.83 °C    | 356.73 °C    |
| Olovo                    | 327.46 °C    | 1749 °C      |
| Eutektická slitina Pb-Bi | 123.5 °C     | 1670 °C      |
| Cín                      | 231.9 °C     | 2602 °C      |

### Rychlé reaktory chlazené tekutými kovy
Rychlé reaktory chlazené tekutými kovy (LMFR) jsou reaktory využívající fyzikálních a chemických vlastností tekutých kovů, které zde slouží jako chladivo primárního okruhu. Díky své tepelné vodivosti, která je 10-100 krát větší než u vody, tyto reaktory dosahují lepšího odvodu tepla a důsledkem je zvýšení výkonové hustoty. LMFR pracují na rychlých neutronech, takže nemají moderátor.
SMR designy používají jako chladivo převážně olovo, sodík a euktetickou slitinu olova a bismutu (Pb 44,5 hm. %, Bi 55,5 hm. %). Minimální teploty se proto u těchto SMR designů pohybují v rozsahu 340–420 °C v závislosti na použitém chladivu.

### Reaktory založené na roztavených solích
Reaktory založené na roztavených solích (MSR) jsou reaktory pracující s energií neutronů v rozsahu tepelných, rezonančních a rychlých neutronů. Štěpitelný materiál je buďto oddělený od tekutých solí v primárním okruhu (pevné palivo), nebo smíchán přímo s tekutými solemi (tekuté palivo) například na fluorid uraničitý (UF4), fluorid plutonitý (PuF3) nebo paliva na bázi chloridových solí. Moderátorem může být grafit, těžká voda, soli a v případě rychlých reaktorů se moderátor neuplatňuje.
MSR reaktory pracují s tlakem v primárním okruhu v rozsahu atmosférického tlaku až do 1 MPa. Většina designů je navržena na práci při atmosférickém tlaku a to je jednou z hlavních výhod MSR.

## Seznam SMR projektů
vývoj
     ve výstavbě
     v provozu
     licencování
| Název | Výkon   | Typ          | Výrobce                                  | Stav        |
| --- | ------- | ------------ | ---------------------------------------- | ----------- |
| CNP-300 | 300 MWe | PWR          | SNERDI/CNNC, Pákistán & Čína             | v provozu   |
| ACP100/Linglong One | 125 MWe | iPWR         | CNNC, Čína                               | ve výstavbe |
| ACPR100 | 140 MWe | iPWR         | CGN, Čína                                | vývoj       |
| ACPR50S | 60 MWe  | PWR          | CGN, Čína                                | vývoj       |
| AHWR-300 LEU | 300 MWe | PHWR         | BARC, Indie                              | vývoj       |
| ARC-100 | 100 MWe | LMFR (Na)    | ARC with GE Hitachi, USA                 | vývoj       |
| BANDI-60S | 60 MWe  | PWR          | Kepco, South Korea                       | vývoj       |
| BREST-OD-300 | 300 MWe | LMFR (Pb)    | RDIPE, Rusko                             | ve výstavbe |
| BWRX-300 | 300 MWe | BWR          | GE Hitachi, USA                          | licencování |
| CAP200 LandStar-V | 220 MWe | PWR          | SNERDI/SPIC, Čína                        | vývoj       |
| CR-100 | 100 MWt | PWR          | ÚJV ŘEŽ, Česko                           | vývoj       |
| DAVID | 50 MWe  | PWR          | Czechatom Design Bureau, Česko           | vývoj       |
| EM2 | 240 MWe | HTR, FNR     | General Atomics (USA)                    | vývoj       |
| FMR | 50 MWe  | HTR, FNR     | General Atomics + Framatome              | vývoj       |
| HTR-PM | 210 MWe | HTR          | INET, CNEC & Huaneng, Čína               | v provozu   |
| IMR | 350 MWe | iPWR         | Mitsubishi Heavy Ind, Japan*             | vývoj       |
| Integrální MSR | 192 MWe | MSR          | Terrestrial Energy, Kanada               | vývoj       |
| KLT-40S | 35 MWe  | PWR          | OKBM, Rusko                              | v provozu   |
| Moltex SSR-U | 150 MWe | MSR/FNR      | Moltex, UK                               | vývoj       |
| Moltex SSR-W | 300 MWe | MSR          | Moltex, UK                               | vývoj       |
| mPower | 195 MWe | iPWR         | BWXT, USA*                               | licencování |
| Natrium | 345 MWe | LMFR (Na)    | TerraPower + GE Hitachi, USA             | vývoj       |
| NuScale Power Module | 77 MWe  | iPWR         | NuScale Power + Fluor, USA               | licencování |
| NUWARD | 170 MWe | PWR          | EDF, CEA, Naval Group, Framatome, TA, TE | licencování |
| PB-FHR | 100 MWe | MSR          | UC Berkeley, USA                         | vývoj       |
| PBMR | 165 MWe | HTR          | PBMR, Jižní Afrika*                      | vývoj       |
| PHWR-220 | 220 MWe | PHWR         | NPCIL, Indie                             | v provozu   |
| PRISM | 311 MWe | LMFR (Na)    | GE Hitachi, USA                          | vývoj       |
| RITM-200 | 50 MWe  | iPWR         | OKBM, Rusko                              | v provozu   |
| RITM-200M | 50 MWe  | iPWR         | OKBM, Rusko                              | vývoj       |
| RITM-200N | 55 MWe  | iPWR         | OKBM, Rusko                              | vývoj       |
| Seaborg CMSR | 100 MWe | MSR          | Seaborg, Dánsko                          | vývoj       |
| SMART | 100 MWe | iPWR         | KAERI, South Korea                       | licencování |
| SMR-160 | 160 MWe | PWR          | Holtec, USA + SNC-Lavalin, Kanada        | licencování |
| SNP350 | 350 MWe | PWR          | SNERDI, Čína                             | vývoj       |
| SVBR-100 | 100 MWe | LMFR (Pb-Bi) | AKME-Engineering, Rusko*                 | vývoj       |
| Teplator | 150 MWt | PHWR         | ZČU v Plzni & CIIRC ČVUT v Praze, Česko  | vývoj       |
| Thorcon TMSR | 250 MWe | MSR          | Martingale, USA                          | vývoj       |
| TMSR-SF | 100 MWt | MSR          | SINAP, Čína                              | vývoj       |
| UK SMR | 470 MWe | PWR          | Rolls-Royce SMR, UK                      | licencování |
| VBER-300 | 300 MWe | PWR          | OKBM, Rusko                              | vývoj       |
| VK-300 | 300 MWe | BWR          | NIKIET, Rusko                            | vývoj       |
| Westinghouse LFR | 300 MWe | LMFR (Pb)    | Westinghouse, USA                        | vývoj       |
| Westinghouse SMR | 225 MWe | iPWR         | Westinghouse, USA*                       | vývoj       |
| Xe-100 | 80 MWe  | HTR          | X-energy, USA                            | vývoj       |
| Tabulka byla vytvořena 10. 7. 2023 na základě článku https://world-nuclear.org/information-library/nuclear-fuel-cycle/nuclear-power-reactors/small-nuclear-power-reactors.aspx |         |              |                                          |             |

## SMR v České republice
Až deset SMR má v Česku vyrůst do roku 2050. Energetická společnost ČEZ v září 2024 vybrala pro spolupráci britský Rolls-Royce, jehož SMR je ve fázi licencování. První SMR je naplánován k výstavbě v lokalitě JE Temelín a další v lokalitách Tušimice a Dětmarovice.

## Ekonomika
Hlavním důvodem zájmu o SMR jsou deklarované úspory z rozsahu výroby díky velkoobjemové výrobě v továrně mimo areál elektrárny. Některé studie naopak uvádějí, že kapitálové náklady na SMR jsou stejné jako u větších reaktorů. K výstavbě továrny je zapotřebí značný kapitál – zmírnění těchto nákladů vyžaduje značný objem, který se odhaduje na 40–70 jednotek.
Podle studie výroby elektřiny v decentralizovaných mikrosítích z roku 2014 by celkové náklady na využití SMR pro výrobu elektřiny byly výrazně nižší ve srovnání s celkovými náklady na větrné elektrárny na moři, solární tepelné elektrárny, elektrárny na biomasu a solární fotovoltaické elektrárny.
V roce 2016 se uvádělo, že náklady na výstavbu jednoho reaktoru SMR jsou nižší než u konvenční jaderné elektrárny, zatímco náklady na provoz mohou být u SMR vyšší kvůli nízké ekonomice rozsahu a vyššímu počtu reaktorů. Provozní náklady personálu SMR na jednotku výkonu mohou být až o 190 % vyšší než fixní provozní náklady menšího počtu velkých reaktorů. Modulární stavba je velmi složitý proces a podle zprávy z roku 2019 jsou „informace o přepravě modulů SMR velmi omezené“.
Výpočet výrobních nákladů provedený německým Spolkovým úřadem pro bezpečnost nakládání s jaderným odpadem (BASE), který zohledňuje úspory z rozsahu a efekty učení z jaderného průmyslu, naznačuje, že by muselo být vyrobeno v průměru 3 000 SMR, než by se výroba SMR vyplatila. Je to proto, že náklady na výstavbu SMR jsou vzhledem k nízkému elektrickému výkonu relativně vyšší než náklady na výstavbu velkých jaderných elektráren.
V roce 2017 se studie Energy Innovation Reform Project osmi společností zabývala návrhy reaktorů s výkonem od 47,5 MWe do 1 648 MWe. Studie uvádí průměrné investiční náklady 3 782 USD/kW, průměrné provozní náklady celkem 21 USD/MWh a vyrovnané náklady na elektřinu 60 USD/MWh.
V roce 2020 zakladatel Energy Impact Center Bret Kugelmass prohlásil, že tisíce SMR by mohly být postaveny paralelně, „čímž by se snížily náklady spojené s dlouhými výpůjčními lhůtami pro prodloužené harmonogramy výstavby a snížily rizikové prémie, které jsou v současnosti spojeny s velkými projekty“. Výkonný viceprezident GE Hitachi Nuclear Energy Jon Ball souhlasil s tím, že modulární prvky SMR by také pomohly snížit náklady spojené s prodlouženými lhůtami výstavby.
Odhadovaná cílová cena výroby elektřiny je 89 USD/MWh v roce 2023, zvýšená z 58 USD/MWh v roce 2021, pro první plánované komerční nasazení SMR v USA v Idaho National Laboratory šesti reaktorů NuScale 77 MWe. Projekt má podporu vlády USA ve výši 1,355 miliardy dolarů plus odhadovanou dotaci na výrobu 30 USD/MWh ze zákona o snížení inflace v roce 2020.
Akademická práce, publikovaná v říjnu 2023, porovnává 19 hlavních světových projektů malých modulárních reaktorů. Autoři využili veřejně dostupná data o těchto projektech pro modelování dvěma používanými modely pro odhad skutečných výrobních nákladů. Závěry studie jsou následující: 
- Odhady nákladů výrobců jsou většinou příliš optimistické ve srovnání s teorií výroby.
- Simulace Monte Carlo ukazuje, že žádný koncept není ziskový ani konkurenceschopný.
- Medián NPV je záporný a pohybuje se od 3 (HTR) do 293 (SFR) milionů USD/MWe.
- Medián LCOE začíná na 116 USD/MWh pro HTR a na 218 USD/MWh pro PWR.[32]